# Александър Лукашенко
Александър Григориевич Лукашенко (на руски: Алекса́ндр Григо́рьевич Лукаше́нко, на беларуски: Аляксандр Рыгоравіч Лукашэнка) е беларуски диктатор, президент на Беларус от 1994 г. Преди да влезе в политиката, той е директор на совхоз (съветско стопанство). Беларус при управлението на Лукашенко е описвана като „последната европейска диктатура“. От 2006 г. както той, така и други високопоставени лица в Беларус, са подложени на санкции от страна на Европейския съюз и САЩ заради нарушения на човешките права.

## Биография
Родът на Александър Лукашенко произхожда от село Собичеве в Сумска област, Украйна.
Лукашенко следва педагогика и агрономство. Тренира хокей на лед. От 1975 до 1977 г. работи като инструктор на съветските гранични войски в Брест. Следва кариера в КПСС и директорски пост в совхоз. По време на пуча срещу Горбачов подкрепя пучистите. Сам нарича себе си ученик на Евгений Примаков. Застъпник на запазването на СССР.

## Предизборни кампании
След като придобива репутация на виден борец срещу корупцията, Лукашенко е избран през 1993 г. за президент на антикорупционния комитет в беларуския парламент. Въпреки че запазва тесни връзки с комунистическите партии, той изпада в немилост вследствие на множеството си критики срещу корупцията и привилегиите на номенклатурата. В края на 1993 г. той обвинява 70 висши функционери и най-вече Станислав Шушкевич, президента на парламента, в корупция, включително отклоняване на фондове за лични цели. Обвиненията на Лукашенко водят до вот на доверие, който Станислав Шушкевич загубва.
Нова конституция е изготвена в началото на 1994 г., предвиждаща провеждането на демократични президентски избори след юли следващата година. Шестима кандидати се регистрират, сред които Лукашенко, Шушкевич и Вячеслав Кебич.

### Избори 1994
Александър Лукашенко идва на власт след изборите от 1994 г. Дотогава премиер и очакван победител е Вячеслав Кебич. Оценката на наблюдателите е следната: „Независимите наблюдатели характеризираха тези избори като относително свободни и демократични, отбелязвайки при това използването на административния ресурс и елементите на „черен пиар“ против конкурентите на премиера.“
| „ | Независимые наблюдатели охарактеризовали эти выборы как относительно свободные и демократичные, отметив при этом использование административного ресурса и элементов „черного пиара“ против конкурентов премьера. | “ |

 Въпреки това на първия тур Лукашенко чрез своите открояващи се предизборни лозунги, сред които основен е „да се разгроми мафията“, постига на първия тур 45%, а на втория спечелва с над 80%.

### Избори 2001
Кампанията на Лукашенко за 2001 и 1994 имат сходни лозунги: контрол на икономиката, партньорство с Русия (с отказ за режисиране на собствена перестройка), силна президентска власт за съхраняване на реда, противопоставяне на разширението на НАТО на изток, противопоставяне на демократичните модели, които въплъщават западните държави, а също и недопускане на идеята за каквото и да било сътрудничество с коя да е от западните държави. На изборите от 2001 г. заключението на наблюдателите от ОНД е следното: „Изборите спазват беларуския избирателен закон и избирателната активност е висока.“, според ръководителя на мисията на ОНД Владимир Рушайло на пресконференция в Минск. ОССЕ, макар да критикува изборите по своите стандарти, заключава: „Избирателният ден бе спокоен и без инциденти“. На 9 септември 2001 г. Лукашенко отново е преизбран за президент на Беларус с почти същия процент гласували както през 1994 г.

### Избори 2006
Програма на Лукашенко по следните въпроси:
- За съперниците: „Често ме упрекват: Как така позволявате да се говори всичко това по телевизията? Драги мои, ако аз му бях забранил да говори по телевизията, вие нямаше да узнаете какъв дебил е.“
- За Милинкевич и Козулин: „Що за опозиция е това, щом се издържа на финанси от запада? Добре е известно: който плаща, той поръчва музиката.“
- За външната политика: „По-нататъшното строителство на Съюзната държава е стратегическа задача, а братска Русия – наш най-важен партньор.“
- За жилищния проблем: „По броя построени квартири на хиляда души ние изпреварихме всички страни от ОНД и Балтика. В 2010 г. обезпечеността ще съставлява поне 25 m² на човек. Още в следващите две години ще бъде прекратен произволът в ценообразуването на цените на жилища. Тяхната стойност трябва да бъде снижена двукратно, да се опростят условията за кредитиране. Нашият ориентир: на всяко младо семейство – квартира не по-късно от три години след встъпване в брак. А на многодетните семейства държавата ще я плати: при пет деца 100%, четири – 50%, три – 30%.“
- За образованието: „В 2010 г. разходите за образование ще съставляват 10% от БВП“[10]

На тези избори нахлуват значително повече западни наблюдатели, което е разкритикувано от ОНД в следното изявление (Реакции на наблюдателите от ОНД): „Превзетите заявления, грубите оценки, а също и прозвучалите в навечерието на изборите от страна на редица държави предупреждения за готовността от прилагане на различни видове ограничителни мерки от политически и икономически характер наблюдателите от ОНД смятат за стремеж да се окаже въздействие на хода на избирателния процес. Наблюдателите от ОНД смятат за необходимо да отбележат, че президентските избори в Беларус преминаха на фона на кампания на безпрецедентен външен натиск. Международните наблюдатели от Общността на независимите държави смятат, че изборите за Президент на Република Беларус, състояли се на 19.III.2006 г., бяха проведени в съответствие с нормите на действуващото в страната избирателно законодателство и са протекли при висока избирателна активност. Наблюдателите от ОНД признават президентските избори за свободни, открити и прозрачни.“ – Владимир Рушайло на пресконференция.

## Самодържавно управление
Въпреки многото критики Лукашенко отхвърля отправените му упреци относно неговата авторитарна политика, утвърждавайки, че е единствената алтернатива на нестабилността. Той нарича себе си „човек на народа“. Заради неговия начин на управление, той често бива наричан „бацька“(на руски: батька), което буквално преведено означава „бащица“ (1. Разг. Умалително-гальовно от баща. 2. Разг. Ласкателно обръщение към мъж за покровителство, помощ, услуга), но и вожд на клан в историята на славянските народи.

## Външна политика и отношение към НАТО и Запада

### Критики към Запада
На въпрос за НАТО: „Ние я смятаме за нелегална организация. Ние договорихме със САЩ да разпуснем Варшавския пакт, а те да премахнат НАТО. Пактът изчезна. НАТО набира сили. Още по-зле, американците даже не изискват мнението на своите европейски партньори. Не е възможно да се гарантира, че това няма да бъде началото на процес на дестабилизация на нашия спокоен континент, което може да достигне до глобален конфликт.“
Александър Лукашенко обвинява чуждите правителства в конспирации срещу него, затова през април 1998 г. той експулсира посланиците на САЩ, Великобритания, Франция, Германия, Гърция, Италия и Япония, и не се впечатлява от имунитета на дипломатическите здания. Макар и посланиците да успяват да се върнат, Лукашенко засилва устните си атаки срещу Запада. Той описва своите политически опоненти като марионетки на Западните сили, враждебни нему, изпъжда делегация на МВФ, изобличавайки ги като мошеници („d'escrocs“, sic), а също и разобличава Западните държави в конспирация на Олимпийските игри в Нагано, за да съкратят броя спечелени беларуски медали. Лукашенко затвърждава властта си, затваряйки опозиционни вестници и увеличавайки влиянието на КГБ (Беларус е единствената държава от бившия СССР, съхранила това наименование).
След срутването на Световния търговски център той е единственият държавен глава, който не е изказал съболезнования на съответното посолство, а на 29 април 2008 г. обявява 10 от 15-те му членове за персона нон грата и с това съкращава състава му, което обосновава с отказа на американския представител да удовлетвори прошението за редуциране на този състав. Към предисторията на дипломатическия конфликт спада въвеждане на санкции от САЩ срещу компанията „Белнефтехим“. На това президентът Александър Григориевич отговаря, че ще „изрита“ („вышвырнуть“, sic) посланичката на САЩ Карен Стюарт, нещо, което дотогава не е предприел
След като ОССЕ твърди, че изборите от 2006 г. били недемократични и манипулирани от властимащите, САЩ заявяват, че не приемат резултатите от изборите и настояват за тяхното ново провеждане при нови условия, ЕС засилва санкциите срещу правителството на Беларус, като забранява на Лукашенко и неговите приближени да се издават входни Шенгенски визи,
в отговор на въпрос относно тези мерки от страна на западните държави Лукашенко заявява: „не съм откраднал нищо и нямам никакви сметки в чуждестранни банки“, чрез което противопоставя себе си на средствата на съществуване на опозицията.
Александър Лукашенко се изказва критично за финансовата зависимост на опозицията от „подаяния от чужбина“, има се предвид нейното финансиране от чуждестранни организации. „Обществената дейност е по природа безкористна, но някои личности извличат изгоди от нея“. Той отъждествява борбата на опозицията срещу него с борба срещу целокупната държава: „Заетите в опозицията страдат от безсънни нощи, веднага щом някой от Запада се изкаже благосклонно за Беларус... Интересите на държавата и гражданите не са предмет на тяхната дейност.“
Александър Лукашенко се отнася пренебрежително и към наложените от Запада санкции и изявява готовност за сътрудничество с държави, които не потискат Беларус: „Запазете си визовите ограничения, какво ме засягат те? Да не би да няма накъде другаде да летя или пътувам? Тези ограничения постановявам аз!“
На реч пред парламента още веднъж подчертава, че Западът не е „conditio sine qua non“ за Беларус, тъй като Беларус не може принуди Запада към диалог и сътрудничество, ако този не желае това: „Тогава ще си намерим други партньори по света, от които има предостатъчно.“

### Сътрудничество със Запада
От друга страна при пристигането на новия немски посланик в Минск става видно, че Александър Лукашенко не счита въздействието на всички западноевропейски страни за деструктивно, защото на церемонията по приемането на акредитационните писма от д-р Мартин Хекер през юли 2004 г. заявява, че Федерална Република Германия след Руската Федерация е вторият по значимост търговски партньор и че между двете страни „икономическите отношения ще изградят основата на взаимните интереси и доброто реноме“.
Президентът се изказва похвално и за това, че Германия през 2000 г. заема много строга позиция (по времето на федералния канцлер Герхард Шрьодер) срещу страните, стремяли се тогава към изолацията на Беларус. Лукашенко изразява и надеждата, че Беларус ще се превърне в „най-надеждния партньор на Германия“. В отговор на това немският посланик подчертава, че е пристигнал в Минск с огромно удоволствие споделя за голямата симпатия, която Германия изпитва към Беларус и нейния народ. „Беларус не е такава част от Европа, която може да се загърбва“ – д-р Мартин Хекер.

### Антисемитски скандал
През октомври 2007 г. със своето изказване на въпроса защо град Бобруйск изостава с благоустройството: „Очевидно това е еврейски град. Евреите не се грижат за мястото, където живеят. Погледнете Израел, бил съм там.“ Лукашенко си навлича дипломатически скандал (беларуският посланик в Израел е извикан в израелското МВнР за обяснение) и обвинение в антисемитизъм.

### Отпор срещу информационната експанзия на Запада
На заседанието на Съвета по безопасност на ООН през 2005 г. беларуският президент разкрива, че в последното десетилетие всички военни конфликти, провокирани в света от САЩ и техните сателити, са започвали именно с информационни атаки, с масирани пропагандни кампании против тази или друга страна, набелязана за военен удар.
По словата на президента, „водещата западна страна активно използва информационната инфраструктура и ресурси като инструменти за едностранно настъпление на своите геополитически интереси. Те се стараят с помощта на СМИ и Интернет да манипулират масовото съзнание, да дискредитират неугодните за тях страни и тяхното ръководство, изкуствено да създават в тях предпоставки за изостряне на социалното напрежение, в това число с цел смяна на властта“.
Лукашенко отбелязва, че граничещите с Беларус Полша и балтийски страни „отдавна са се превърнали в плацдарм, където са разположени не само НАТОвските средства за радиоелектронна борба и разузнаване. Вече е заявена и разрекламирана програма за широкомащабно излъчване на СМИ над Беларус“.

### Шпионска дейност в американското посолство
Властите на Беларус в края на март разобличават шпионска мрежа, действала под прикритието на посолството на САЩ в Минск. За това съобщава Первый канал на беларуската държавна телевизия. По информация на ТВ един от американските дипломати се е оказал кадрови сътрудник на ФБР. В шпионската мрежа са влизали десетима беларуски граждани. Тези люде са предавали на шпионина определена информация, „която се е използвала от американската страна в ущърб на Беларус.“ За срещите на сътрудниците на ФБР със своите агенти е служела конспиративна квартира, разположена недалеч от зданието на посолството на САЩ. В тази квартира шпионите са разкрити при проверка на документи на 13 март. Не е известно дали се намират под стража. но със сигурност събитието допринася за изострената дипломатическа ситуация между двете държави месец по-късно.
В този шпионски скандал е замесен нюйоркският адвокат Емануел Целцер, който понастоящем[ неясно? ] се намира в беларуски затвор. След посещение от американски представител в затвора администрацията на Джордж Буш призовава за освобождаването му поради „същественото влошаване на физическото състояние на г-н Целцер в затвора.“

### Друго
При избухването на Войната в Косово през 1999 г. Лукашенко предлага на югославския президент Слободан Милошевич Югославия да се присъедини към съюза Русия-Беларус.
В сферата на външната политика приоритет стават отношенията с Русия, Либия, Корейската народно-демократична република, Иран и Куба. По време на посещение на Уго Чавес в Беларус през 2006 г. венецуелският президент заявява: „Тук аз открих нов приятел и заедно ще образуваме отбор, напредничав отбор.“, а Лукашенко на свой ред открива, че двете страни „имат много направления за сътрудничество“.

## Отношение към руския език и реакции от Руската Федерация
Лукашенко провежда референдум за обявяване на руския език като втори, на който мнозинството граждани го подкрепят.
Множество руски националисти, в това число Дмитрий Рогозин (Велика Русия) и Движението срещу нелегална имиграция, обявяват, че искат Лукашенко да стане президент на Русия през 2008 г.
За огромната популярност на Александър Лукашенко не само сред своя народ, но и сред руския, свидетелства следният любопитен случай: през ноември 2007 г. администрацията на Лукашенко получава от пенсионерка в Санкт-Петербург пощенски превод на сумата от 26 370 руски рубли (равни на 1000 щатски долара). Парите си възрастната жена подарява като подкрепа на беларуския народ, а в качеството на получател избира Александър Лукашенко, тъй като той, по нейно мнение, „е честен човек и ще може правилно да се разпорежда с тази сума“.
След месец сътрудниците от посолството на Беларус в Русия ѝ предават благодарствено писмо от Лукашенко и подаръци – хладилник „Атлант“ и телевизор „Горизонт“. Самата пенсионерка споделила, че отговорът на Лукашенко за нея е бил неочакван: „Аз изпратих парите от чисто сърце и не съм разчитала на някаква благодарност.“

## Вътрешна политика
По време на управлението на Лукашенко в Беларус се провеждат три референдума (през 1995, 1996 и 2006 г.), като последният от тях му позволява да се кандидатира за трети път за президент.

### Разгром на опозицията
Александър Лукашенко често е обвиняван от външни представители, че репресира опозицията, въз основа на шестима затворени от него лидери. На това той отвръща: „Ръководителите на Запада разгонват с палки и водопръскачки в собствените си държави демонстранти, но говорят за диктатура, когато нашите блюстители на реда призовават с високоговорители да не се нарушава общественият ред, да не се блокират пътища, да не се бият мирни граждани. Тогава те се осмеляват да представят обикновени гамени като герои – и дори са изобретили за тях специално име: политически затворници, от които уж имало шестима в нашата страна“. Петима от тях в действителност вече са освободени, а шестият отказал това по думите на Лукашенко. Бившият кандидат-президент Александър Козулин излежава присъдата си в затвор във Витебск. „Намерили сме там един невзрачен (lausig, sic) опозиционер, постигнал процент и половина при изборите, и човек прави от него политически затворник.“ Александър Григориевич особено пламенно разкритикува Козулин в сравнение с другите кандидати за президент, тъй като той принадлежи към ненавистната нему бивша политическа номенклатура, което не възпира САЩ многократно да призовават за освобождаването му: „Той иска целият свят да поиска неговото пускане и беларуските власти да отстъпят пред натиска. Но кому си потребен ти? Ти си една употребена тоалетна хартия и си въобразяваш, че си нужен някому.“

В същото време с приближаването на парламентарните избори през есента отношението към опозицията става все по твърдолинейно: през май, при демонстрация на непълнолетни 17-годишни подрастващи са били размахвани плакати с образа на Козулин, излежаващ присъда от пет и половина години, на централния площад във Витебск, но още на деветата минута участниците са арестувани. Тъй като според беларуското наказателно право не е възможно непълнолетни да се задържат, са освободени още на третия час след задържането. Този случай оставя подозрение, че опозицията прибягва до рекрутиране на непълнолетни, за да провежда агитация.

## Икономическа политика
В икономиката Лукашенко се застъпва за курс без обичайните за другите европейски държави либерални реформи (въвежда минимално възнаграждение). През 1996 година страната успява да излезе от продължителната икономическа рецесия, като за пръв път отбелязва ръст на БВП. През следващите години ръстът се запазва на нива около 5% годишно, а след 2004 година – около 10%. Правителствената политика се опира на държавна намеса в стопанството.
Поддръжниците на Лукашенко считат, че неговата политика е позволила да се спестят на страната най-лошите последствия от налагането на капитализма от постсъветската ера. През 1995 г. Световната банка и МВФ прекратяват финансовите траншове към Беларус поради „липса на икономически реформи“.
През 2005 г. доклад на Световната банка отсъжда, че икономиката на Беларус е „реална и крепка“ („réelle et robuste“) и че приходите се разпределят широко и равномерно сред населението. При президентството на Лукашенко безработицата е под 2%, бедността е снижена и средният месечен доход има много по-голям приоритет отколкото сред други страни от бившия СССР, включително Украйна.
Една от неговите първи мерки е да удвои минималната заплата. Той въвежда контрол на цените и отменя малкото проведени икономически реформи. Александър Лукашенко се сблъсква с огромния проблем да съживи една комунистическа икономика в държава с 10,4 млн. души население, обкръжена от възникващи капиталистически страни.
В началото на 1998 г. централната банка на Русия прекратява търговията в беларуски рубли, което предизвиква силната ѝ обезценка на пазара на валута. Лукашенко незабавно взима контрол над централната беларуска банка и нарежда нивата на обмяна да бъдат върнати към предишните, замразявайки банковите сметки и съкращавайки активността на търговските банки. Това поражда паника, но Лукашенко обвинява за проблемите на страната „икономически саботьори“, както във вътрешността на страната, така и в чужбина.
В своята икономическа политика Европейският съюз, според Лукашенко, не трябва да се оставя на САЩ да го държи сякаш в попечителство и да превръща политиката си спрямо Беларус в по твърдолинейна.
Своите постижения в икономиката Лукашенко оценява така: „Ако поне веднъж демократичните ценности се оставят настрана и неговата политическа дейност се разглежда от ъгъла на отношението между цели, възможности и резултати, би трябвало да му се изпее панегирик.“ (Loblied, sic).
Днешната сравнително висока цена на енергийните носители Беларус заплаща с руски кредит. Било също така грешно да се мисли, че финансовата независимост щяла да се увенчава с преминаването на беларуски активи в руски предприятия, защото Русия знаела най-добре, че високото задлъжняване на суверенна държава е най-често проблем за донора отколкото за длъжника.[ неясно? ]
Въпреки че мнозина се опасяват, че съюзната държава Русия-Беларус съществува само на хартия, в едно свое изказване пред парламента той заявява: „Когато казвам, че ние и Русия сме готови да изградим съюзна държава, значи наистина е така. Това не е преструване“.
Също така той се надява да осъществи своята мечта и да застане на ръководното място в съюза Русия-Беларус, нещо, което е обяснил на Елцин. Лукашенко прави впечатлението, че ще управлява руските богатства много по-добре от настоящия елит на съседната държава.
Леонид Сайко, шеф на беларуския център „Стратегия“, заявява: „Ако му се дадат медийни възможности в Русия, той би израснал тук бързо. Ако Медведев пожелае да управлява страната без помощта на Путин, би се оказало, че Лукашенко го превъзхожда във всички отношения.“

## Антилиберализъм и стремеж към национална идеология
Според президента Лукашенко всяка страна притежава идеология или система от ценности, която е длъжна да предаде на своите граждани без изключение. По причина на скорошното възникване на Беларус тя трябва да придобие национална идеология. През март 2003 г. на семинара „подобряване на идеологическата дейност“ президентът заявява: „Идеологията е за държавата това, което е имунната система за живия организъм. Ако нашето въжделение е Беларус да се превърне в могъща и заслепителна страна, сме длъжни да мислим, преди всичко останало, за идеологическата основа на беларуското общество."
Според президента идеологията на беларуската държава не може да бъде бледо копие на една от трите съществуващи идеологии (марксизъм, либерализъм и консерватизъм), а трябва да е отражение на беларуските обичаи. Заемайки от комунизма някои приоритети (колективизъм, патриотизъм и социална справедливост) и от консерватизма продължението на определени черти на истински беларуския характер (добронамереност, помиряването, толерантността, добрият вкус) тя трябва да се издигне срещу либерализма, определен като „агресивна идеология“, символ на „социалното неравенство сред хората, на печалбарството и индивидуализма.“
Идеологическата работа е необходима, защото, според словата на президента, позволява да „се формират хората“: „събирайки людете в колективи, ние ги поддържаме морално, допринасяме за задълбочаването на техните познания, доставяме им необходимата информация“.
Групите за информация и пропаганда се утвърждават чрез декрет №254 от юни 2003 г. На национално ниво има седем на брой (една за регион и една за град Минск). През май 2003 г. Лукашенко обяснява важността на дейността на тези организации: „кадрите от всички нива са длъжни да се посветят на идеологическа дейност: от президента до Селските Съвети, от министъра до художника.“, „Необходимо е да се интегрират в системата по идеологическа вертикала“.
Изучаването на националната идеология започва от втория семестър на учебната 2003 – 2004 г. Това изучаване от 24 часа (12 блока часове) е предвидено за всички студенти от първи курс в университетите и се нарича „Основите на беларуската държавна идеология“. През 2003 г. министърът на образованието издава брошура на своите подчинени за аналогична дейност и в средното образование, чиято цел е: „внедряването в сърцето на подрастващото поколение на ценности, идеи и основни убеждения, представляващи същността на беларуската държава, образуването на гражданско отношение и лична активност в сърцето на младежта с цел консолидация на могъща и самодържавна страна“. През есента на 2002 г. две младежки организации, едната от които е образувана от самия Лукашенко, се сливат, за да възникне Беларуски републикански съюз на младежта, предвождан от Михаил Орда, член на идеологическата група в Гродно. Съюзът е представен в университетите, техническите институти, училищата, съдействува на младежта при търсене на работа.

## Инцидент с отвличане на граждански самолет
На 23 май 2021 г., полет FR4978 на ниско тарифната компания Ryanair изпълняващ полет от Атина до Вилнюс, е принудително приземен в Минск по нареждане на Лукашенко, малко преди да напусне въздушното пространство на Беларус, заради предполагаема бомбена заплаха. Експлозиви в самолета не са намерени, но вместо това е задържан беларуски опозиционер, който е на борда. Задържаният е известният в Беларус и съседните страни 24-годишен журналист Роман Протасевич – той е съосновател на платформата Nexta, която се опитва да следи събитията в страната, която е сцена на мащабни протести срещу президента Александър Лукашенко от чужбина чрез каналите си в Youtube и „Телеграм“.
„Беларус използва контрола върху въздушното си пространство за да извърши акт на държавно отвличане, затова безопасността и сигурността на полетите през беларуското въздушно пространство не може да бъде гарантирана. Европейският съюз ще приеме мерки да забрани прелитането през европейското въздушно пространство и ще забрани достъп до европейски летища на беларуски самолети“, казва Урсула фон дер Лайен, председател на Европейската комисия.
Дни по-късно, ЕС забрани на беларуските авиолинии да използват въздушното пространство на страните от Европейския съюз и призова европейските авиолинии да избягват беларуското въздушно пространство в отговор на инцидента.
Европейският съюз наложи санкции върху ключови сектори от беларуската икономика и важни източници на приходи за режима на авторитарния президент Александър Лукашенко. Това стана ясно в изявление на Съвета на ЕС на 24 юни.
Санкциите целят да отговорят на „сериозни нарушения на човешките права в Беларус и на репресия над цивилни граждани, демократичната опозиция и журналисти, както и на принудителното приземяване на пътнически самолет на Ryanair в Минск на 23 май и последвалото задържане на журналиста Раман Пратасевич. Забраната засяга тютюневата индустрия, петрола и петролните продукти, както и главния продукт, който изнася Беларус – калиев хлорид. Той се използва за производството на изкуствени торове. На 21 юни, държавите от Европейския съюз санкционират 78 граждани на Беларус и осем юридически лица, като сред хората в списъка има и членове на семейството на Лукашенко.

## Религиозна политика
Президентът нееднократно изтъква, че Беларус е светска държава, но приветства благотворните усилия на митрополит Филарет за мира между различните вероизповедания.
В края на юни 2008 г. се състои официално посещение на Негово Високопреосвещенство кардинал Тарчизио Бертоне в Беларус и среща с президента, по време на което Лукашенко заявява, че в страната са създадени най-благоприятни условия за развитието на многоплановата социална дейност и междуконфесионалното разбирателство. Лукашенко изразява и положително отношение към католическата църква:
| „ | Римокатолическата църква прави много за укрепването в обществото на традиционните християнски ценности: Семейството, нравствеността, милосърдието. Затова ние се радваме на посещението на Държавния секретар на Ватикана. | “ |

С отношението към църквата са свързани някои от многобройните „бисери“ в публичната реч на президента като например: „Нашата власт поддържа православието, даже аз съм влизал два пъти в църква“ или „Аз съм атеист, но православен атеист“.
По време на посещението Лукашенко отправя покана към папа Бенедикт XVI да посети Беларус.
Президентът предупреждава за възможна тенденциозност от страна на опозицията при представянето на посещението на Бертоне като опит на беларуското ръководство с помощта на Светия престол да подобри отношенията си със Запада и отвръща, че ако то действително доведе до разбирателство със Западните страни, това само би го зарадвало искрено. Негово Високопреосвещенство кардинал Бертоне отбелязва:
| „ | Присъствието на Държавния секретар е знак за това, че Папата приветства и показва своето уважение към президента и всички граждани на Беларус. | “ |

## Личен живот
Александър Лукашенко е женен от 1977 г. за Галина Родионовна, имат двама синове – Виктор и Дмитрий и четирима внуци. В началото на брака си живеят заедно в Могильов, но единият им син заболява тежко и лекарят ги призовава, ако им е мил животът, да се преселят на село, което те правят – в селото Рижковичи, на 35 км. от Могильов. То е наричано „малката родина“ на Лукашенко. След като е избран за депутат, бъдещият президент живее ту в Минск, ту в Рижковичи, а след избирането си за президент се преселва в Минск. Понастоящем живее в резиденцията „Дрозди“ извън Минск. Съпругата Галина Родионовна остава да живее в Рижковичи (както тя твърди, по свое желание), работейки като главен инспектор по оздравяването и санитарно-курортното лечение, в скромен тесен (крохотный) кабинет. Съпругата му споделя, че по-често тя пътува до Минск, отколкото той в Рижковичи. По мнение на Галина Родионовна „Саша“ е необикновен човек. Първият им син завършва факултета по международни отношения и сега е помощник на президента, а вторият е международен юрист и работи като председател на президентския спортен клуб. И двамата живеят с баща си в резиденцията „Дрозди“. Галина Родионовна споделя, че докато Лукашенко отсъства заради работата си, двамата им синове винаги ѝ помагали и сега също си чистят, косят и орат с плуг. От няколко години Рижковичи е квартал на гр. Шклов. Александър Григориевич в свободното си време с удоволствие чете класическа литература, тренира множество спортове, сред които хокей, ски, тенис, футбол. Нееднократно е разобличавал и порицавал безделниците, предателите, пияниците, изменчивите в мнението си

## Награди и звания
- Орден „За заслуги пред Отечеството“ II степен (Русия, 2001)
- Орден Хосе Мартин, (Куба, 2000)[40]
- Орден на Революцията (Либия, 2000)[41]
- Орден на Освободителя (Венецуела, 2007)[42]
- Орден на Руската Православна Църква на светия равноапостолен велик княз Владимир I степен (2007)[43]
- Орден на Руската Православна Църква на Свети Сергий Радонежский I степен (2002)
- Орден на светия благоверен велик княз Дмитрий Донски I степен (РПЦ, 2005)[44]
- Орден на Светия Кирил Туровски (Беларуската Православна Църква РПЦ, 2006)[45]
- Орден на Преподобната Ефросина Полацка (Беларуската Православна Църква РПЦ, 1998)
- Цепь ордена Рыцарей Гроба Господня (Иерусалимският Православен Патриарх, 2000)
- Почетен гражданин на Ереван (2001)[46]
- Почетна грамота на ЕврАзЭс (2006)[47]
- Специална награда на МОК „Спорт и общество“ (2006)
- Специална награда на МОК „Арка на Олимп“ (2000)[48]
- Медал на Международната федерация по празнични организации „За развитие на световното фестивално движение“ (2005)[49][50]
- Лауреат на Международната награда Андрей Първозванни „За Вяра и вярност“ (1995)[51]

## Военни звания
- Подполковник от запаса[52]